# Anton Outkine
Pour les articles homonymes, voir Outkine.
Anton Aleksandrovitch Outkine (en russe : Антон Александрович Уткин) est un écrivain et réalisateur russe né le 24 mars 1967 à Moscou.

## Biographie
Anton Outkine est né à Moscou en 1967 où il a toujours vécu. Pendant ses études secondaires il suivait parallèlement les cours à l'École de musique Gnessine. Après son service militaire, il fait des études supérieures à la faculté d'histoire de l'Université d'État de Moscou, au Département des études des sources de l'histoire russe.

### Écrivain
Il commence à écrire son premier roman en même temps qu’il prépare son mémoire de fin d'étude. Son premier roman Horovod (La Ronde), paru dans le magazine littéraire Novy Mir en 1996, a fait partie des six romans finalistes du prix Booker russe en 1997,, l'un des prix littéraires les plus importants de Russie. En 1998 sort son deuxième roman, Samoučki (Les Autodidactes), également publié par Novy Mir. Ces deux romans ont fait connaître son nom. Ils sont traduits en français, en allemand et en chinois,. Selon Marc Weinstein, spécialiste de littérature russe, les deux premiers romans d’Anton Outkine « surmontent les noirceurs psychologiques et sociales des deux dernières décennies du XXe siècle et nous initient à une manière de vitalisme littéraire ».

### Réalisateur
Détenteur d'une maîtrise d’histoire en 1992, Anton Outkine suit à partir de 1995 les cours supérieurs pour les scénaristes et réalisateurs de films (atelier de Natalia Riazantseva) où il obtient deux ans plus tard un diplôme de réalisateur et se tourne vers le cinéma documentaire. En 2005, il termine son premier documentaire Step (La Steppe).

## Œuvres
Aujourd’hui Anton Outkine est l’auteur de cinq romans et de cinq films documentaires ainsi que de plusieurs récits et nouvelles.

### Romans
- Horovod (1991—1995) : Moscou, Novy Mir, 1996, no 9-11 ; Moscou, Grant, 1998  (ISBN 5-89135-050-5) ; Paris, Gallimard, 2001  (ISBN 2-07-075545-2) ; éditions AST-Astrel, Moscou, 2010 ; Pekin, Beijing Daxue Chubanshe, 2016  (ISBN 978-7-301-26217-7).
- Samoučki (1997—1998) Moscou, Novy Mir, 1998, no 12 ; Moscou, Grant, 1999 ; Vienne, Pereprava, 2002  (ISBN 978-3950176902) ; Moscou, AST-Astrel, 2010  (ISBN 978-5-17-069098-5) ; Pekin, Beijing Daxue Chubanshe, 2016,  (ISBN 978-7-301-26222-1).
- Krepostʹ somneniâ (2000—2006), Moscou, AST-Astrel, 2010  (ISBN 978-5-17-063232-9).
- Doroga v snegopad (2008-2010), Moscou, AST-Astrel, 2011  (ISBN 978-5-17-075478-6).
- Tridevâtʹ zemelʹ (2012-2016), publié dans la librairie numérique Litres[15].

### Nouvelles et récits
- Svadʹba za Bugom, Novy Mir, no 8, 1997
- Goroduha, Sovremennye otečestvennye zapiski, no 2, 1999
- Idi, kuda vlečet tebâ svobodnyj um…, Znamia, no 6, 1999
- Ûžnyj kalendarʹ, Novy Mir, no 8, 1999
- Rasskazy, Ural, no 11, 1999
- Rasskazy, Oktiabr, no 1, 2000
- Približenie k Tendre, Novy Mir, no 10, 2003
- Dym, Novy Mir no 12, 2005
- Veŝij tamburin, Oktiabr no 4, 2008
- Nastenʹka, Novy Mir, no 11, 2008
- V kamorke, Oktiabr, no 10, 2014
- Lûdi srednego vozrasta, Znamia, no 2, 2018

### Autres publications
- Približenie k Tendre : povesti i rasskazy, Toula, Âsnaâ Polâna, 2005  (ISBN 5-93322-021-3)
- Ûžnyj Kalendarʹ : povesti i rasskazy, Moscou, AST-Astrelʹ, 2010  (ISBN 978-5-17-069854-7)
- Russkaâ proza konca XX veka : hrestomatiâ dlâ studentov, Moscou, Akademiâ, 2002  (ISBN 5-84650-031-5)
- Proza novoj Rossii v četyreh tomah. Tom 4, Moscou, Vagrius, 2003  (ISBN 5-264-00898-1)
- Antologie ruskych povidek, Brno, Literary Guide, 2007  (ISBN 9788086907406)

## Filmographie

### Scénariste
- 2003 : Poputčiki inžira, court métrage de Egor Anachkine[16]
- 2010 : Ûžnyj kalendar de Denis Karro[17]

### Réalisateur et scénariste
- 2005 : Step[18]
- 2008 : Carʹ-svet, prix des spectateurs Rodos Ecofilms 2009, International Films[18]
- 2011 : Okružaûŝij mir, en collaboration avec Andreï Semiachko. Grand Prix du 4e Festival pan-russe des films documentaires Solʹ Zemli[18]
- 2012 : Žito, prix du 5e Festival pan-russe des films documentaires Solʹ Zemli[18]
- 2012 : Nepereletnye pticy, en collaboration avec Andreï Semiachko

## Récompenses
- 2011 : Grand Prix du 4e Festival pan-russe des films documentaires Solʹ Zemli[19],[20]
- 1996 et 2003 : Lauréat du prix du journal Novy Mir[21]
- 2004 : Lauréat du Prix Iasnaïa Poliana[6]
- 1997 : Finaliste du prix Booker russe[7]

## Critique

### Horovod
- Vladimir Novikov, « Nad urovnem žizni », Obŝaâ gazeta, 1996-10-17
- Vladimir Novikov, « Vse možet slučitʹsâ », Obŝaâ gazeta, 1996-12-11
- Pavel Basinskij, « V « Konce romana » ili realističeskij postmodernizm? », Literaturnaâ gazeta, 1996-11-27
- Sergej Fedâkin, « Otstuplenie v XIX vek », Nezavisimaâ gazeta, 1997-01-16
- Aleksandr Arhangelʹskij, « Nepodvižnyj horovod », Družba narodov, no 5, 1997
- Sergej Antonenko, « Čtenie dlâ duši », Moskva, no 5, 1997
- Boris Minaev, « Distanciâ vtoraâ. Nazad, v buduŝee », Ogonek, no 52, 1997[22]
- Sergej Fedâkin, « Gogol iz Beloj Rusi », Literaturnaâ gazeta, 08.10.1997
- Boris Kuzʹminskij, « Udovolʹstvie ot pisʹma polučaût ne tolʹko francuzy », Kommersantʺ, 1997-10-27
- Mihail Prorokov, « Triolet », Èkspert, no 42, 1997-11-03
- Sergej Vasilʹev, « Zavtra budet vidno », Itogi, no 46(79), 1997-11-25
- Nikolaj Aleksandrov, « Sindromy: nekotorye literaturnye primety 1997 goda », Literaturnoe obozrenie, no 1, 1998
- Andrej Nemzer, « Vzglâd na russkuû prozu v 1997 godu », Družba narodov no 1, 1998
- Marc Weinstein, « Le littéraire demain », Revue Russe, vol.  18, no 1, 2000, p.  17–33[13]
- Marc Weinstein, « Anton Utkine et Mikhaïl Lermontov ou la modernité comme lenteur », Modernités russes, no 2, 2000, pp. 119–134
- Jean-Jacques Marie, « Une affaire « rondement » menée », La Quinzaine littéraire, no 812, 2001-07-16
- Marc Weinstein, « Kharitonov et Outkine: fin de l'histoire et roman archéologique », La geste russe : comment les Russes écrivent-ils l'histoire au XXe siècle ?, 2002, pp. 296–303[23]
- Hélène Mélat, « Histoires et Histoire dans la prose russe du tournant des XXe et XXIe siècles », Slovo, no 32-33, 2006, p. 183[24],[25]
- Rytova, Tatʹâna, « Stolknovenie nacionalʹnyh mirov i sudʹba častnogo čeloveka v istorii : roman A. Utkina « Horovod », Russkoâzyčnaâ literatura v kontekste vostočnoslavânskoj kulʹtury : sbornik statej, Tomsk, Izdatelʹstvo Tomskogo universiteta, 2007  (ISBN 5-7511-1929-0) с. 211-226[26]
- Rytova, Tatʹâna Anatolʹevna, « Častnaâ  žiznʹ  čeloveka i  samoopredelenie v  istorii: izmenenie poètiki istoričeskogo povestvovaniâ  v proze 1970 – 1990 – h godov (V. Kataev « Kladbiŝe v  Skulânah», A. Utkin « Horovod ») », Vestnik Tomskogo Gosudarstvennogo Universiteta, Seriâ filologiâ, 2007, 83–97[27]
- Zhāng Bīng, « Ān dōng·Wū tè jīn « Huán wǔ » : Dāngdài èluósī wénxué de mèilì « Huán wǔ », 2016-11-18[28]

### Samoučki
- Pavel Basinskij, « Beleet « krajsler » odinokij », Literaturnaâ gazeta, 13.01.1999
- Mariâ Remizova, « Iz rasskazov o novyh lûdâh », Nezavisimaâ gazeta, 20.01.1999
- Igorʹ Kuznecov, « Diagnoz: anemia », Literaturnaâ gazeta, 27.01.1999
- Aleksandr Gavrilov, « Vidy našego vremeni », Ex libris, Nezavisimaâ gazeta, 1999-04-22
- Liza Novikova, « Dva veka ssoritʹ ne hoču », Družba narodov, no 7, 1999[29]
- Vladimir Berezin, « Samoučki i posredniki », Knižnoe obozrenie, Nezavisimaâ gazeta, 1999-08-05
- Anna Lapina, « Sovremennye Petr i Pavel - samoučki žizni i iskusstva », Novaâ Sibirʹ, 1999-08-13
- Olʹga Slavnikova, « Proigravšie vremâ », Družba Narodov, no 1 2000[30]
- Zorislav Paunkoviћ, « Anton Utkin. Samoučki. Novyj mir, 1998, 12 », Ruski almanah 8, 2000[31]
- Mark Lipovetsky, «New Russians as a Cultural Myth», The Russian Review, Vol. 62, No. 1 (Jan., 2003), pp. 54–71
- Liú Hóngbō, « Zài huāngjì de shìjiè lǐ xúnqiú shīyì - xiě zài “zìxué chéngcái de rénmen” zhōng yìběn chūbǎn zhī jì», Bǐjiào wénxué yǔ shìjiè wénxué, no 8, 2016-03-01[32]

### Krepostʹ somneniâ
- Lev Danilkin, « Istoričeskij roman o lûdâh 90-h », Afiša, 2010-02-15
- Liza Novikova, « Tolstoj po-novorusski », Kommersant.ru / Vlastʹ, 2010-02-15[33]
- Liza Birger, « Vybor Lizy Birger : Anton Utkin « Krepostʹ somneniâ », Kommersantʺ Weekend, 19.03.2010[34]
- Knižnyj Locman, « Kniga-klip », Vladivostok, no 2731, 2010-05-19[35]
- Evgenij Belželarskij, « Progulka po bastionam », Itogi, no 08, 2010-02-22[36]
- Aleksej Nomad, « Krepostʹ Somneniâ, Anton Utkin », Newslab.ru, internet-gazeta, 2010-02-25[37]
- Tatʹâna Trofimova, « Lev Tolstoj živ », Častnyj Korrespondent, 2010-03-03[38]
- Majâ Kučerskaâ, « Roman « Krepostʹ somneniâ » - filigrannaâ proza o perevorotah 1917 i 1990-h gg. », Vedomosti, 2010-03-16[39]
- Vladimir Cybulʹskij, « Istoriâ s geografiej čuvstv », Gazeta.ru, 2010-04-26[40]
- Kirill Glikman, « Neopisuemye devânostye », Novyj mir, no 3, 2011
- Litovskaâ M. A, « Prošloe plûs buduŝee minus nastoâŝee: imperskaâ ideâ v rossijskom romane 2000-h godov ». Uralʹskij filologičeskij vestnik. Seriâ: Russkaâ literatura XX—XXI vekov: napravleniâ i tečeniâ, no 1, 2012
- Vladimir Guga «Urok biologii», Peremeny : tolstyj veb-žurnal, 21.05.2012

### Doroga v snegopad
- Nikolaj Aleksandrov, « Knižečki : Anton Utkin. Doroga v snegopad » / Èho Moskvy, 2011-09-21[41]
- Nikolaj Aleksandrov, « Doroga v snegopad », Telekanal «Doždʹ», 2012-02-24[42]
- Liza Novikova, « Plenitelʹnoe obeŝanie romana », Izvestiâ, 2011-11-22[43]
- ProdaLit, « Spasutsâ tolʹko vegetariancy», IA Sibirskie novosti, 2011-11-02
- Elena Roumilhac, « I trudno različitʹ dorogu... O romane Antona Utkina Doroga v snegopad », Livejournal (2012-05-06)[44]

### Tridevât' zemel
- Elena Roumilhac. « Tridevât' zemel' » Antona Utkina ». Livejournal (2018-02-25)[45]
- Mihail Vizelʹ. «Anton Utkin «Tridevâtʹ zemelʹ». Nacionalʹnyj bestseller - 2018 (2018-04)[46]

### Autres oeuvres
- Andrej Urickij, Moscou, Novy mir, 1997, NN 4-12, Setevaâ slovesnostʹ, 1997[47]
- Sergej Borovikov, « Sadisʹ: pâtʹ ! Anton Utkin. Iz Ûžnogo cikla. Rasskazy », Znamâ, no 2, 2000[48]
- Sergej Kostyrko, « Dviženie v odinočku : Anton Utkin, rasskazy // Novyj mir », Prostodušnoe čtenie, 2003, no 10[49]
- Liza Novikova, « Knigi », Kommersantʺ, 2005-11-02[50] no 3, 2011[51]
- Liú Hóngbō, « Zài huāngjì de shìjiè lǐ xúnqiú shīyì xiě zài « Zìxué chéngcái de rénmen » zhōng yìběn chūbǎn zhī jì láiyuán », 2016-03-01[32]
- Zhāng Bīng, « Ān dōng·Wū tè jīn: Mìngyùn fǎng fó shǒu lāshǒu tiàozhe huán wǔ de rénqún, yī huán tàozhe yī huán...», 2016-08-29[52]
- Zorislav Paunkoviћ. « Crna Gora u novoǰ ruskoǰ prozi », 2018-05-19[53]